# 死海文書 (R指定のアルバム)
『死海文書』（しかいぶんしょ）は、日本のヴィジュアル系バンド、R指定の通算5枚目となるオリジナル・アルバム。2018年7月4日にiTunes Storeで先行配信され、同年7月25日にCDで発売。

## 概要
- アルバムとしては、3rdミニ・アルバム『日本アブノーマル協会』以来1年3ヶ月ぶり、フル・アルバムとしては、4th『少女喪失 -syojosoushitsu-』以来2年7ヶ月ぶり。
- 4th『少女喪失 -syojosoushitsu-』以降にリリースされたシングル曲のうち、20thシングル「八十八箇所巡礼」のみ未収録。
- 通常盤と初回限定盤の2形態でのリリースで、初回限定盤は「予言」のミュージック・ビデオ+メイキング映像を収録したDVDが同梱されている。
- 3rdフル・アルバム『VISUAL IS DEAD』と同様、CD収録内容は通常盤・初回限定盤ともに同一。

## 収録曲

### CD
- 全作詞(#10を除く)・作曲:マモ(特記以外)

1. 予言
先述の通り、ミュージック・ビデオが制作されている。
2. アポカリプティックサウンド
3. -SHAMBARA-
22ndシングルの表題曲。
4. パラレル世界
  - 作曲：Z
5. あのこ
6. 規制虫
25thシングルの収録曲。
7. 月が綺麗ですね。
  - 作曲:七星
8. シンクロ
  - 作曲:楓
9. forest
  - 作曲:Z

21stシングル表題曲。本作の中では最も古い音源。
10. 死の祭壇
  - 作曲:七星

本作唯一のインストゥルメンタル。
11. -ZANGE-
25thシングルの収録曲。
12. NEVADA
13. 魅惑のサマーキラーズ
23rdシングルの表題曲。
14. SODOM
  - 作曲:宏崇
15. 毒廻る
24thシングルの表題曲。
16. 命日

### 初回限定盤 DVD
1. 予言 PV
2. 予言 PV Making